# Монумент підкорювачам космосу
Монумент підкорювачам космосу — монумент в ознаменування досягнень радянського народу в освоєнні космосу в столиці Росії місті Москві.

## Загальна інформація
Монумент розташований біля головного входу до Всеросійського виставкового центру (ВВЦ, кол. ВДНГ / рос. ВДНХ), поруч з Алеєю Космонавтів на проспекті Миру в Північно-Східному адміністративному окрузі Москви.
Монумент було встановлено 1964 року. Автори — скульптор А. П. Файдиш-Крандієвський та архітектори А. Н. Колчін і М. О. Барщ.

## Опис
Головна частина монументу — обличкований титановими панелями обеліск заввишки 107 метрів, що символічно зображує шлейф у повітрі, який лишає після себе ракета (саме вона й зображена на вершечку монумента).
У стилобаті монумента розмістився Меморіальний музей космонавтики.
Сам стилобат оздоблений горельєфними фігурами радянських людей, причетних до великої справи освоєння космосу — збиральні образи вчених, інженерів, робітників. А на фасаді стилобата металічними літерами викладено поетичні рядки М. М. Гибачова (оригінал російською):

И наши тем награждены усилья,
Что, поборов бесправие и тьму,
Мы отковали пламенные крылья
своей
стране
и веку своему!
Нижче наведено посвяту: «В ознаменування видатних досягнень радянського народу в освоєнні космічного простору споруджено цей монумент» (рос. «В ознаменование выдающихся достижений советского народа в освоении космического пространства сооружён этот монумент»).
Перед монументом було споруджено пам'ятник основоположнику космонавтики Костянтину Едуардовичу Ціолковському.

## З історії монумента
У березні 1958 року, тобто за декілька місяців після запуску першого штучного супутника Землі (4 жовтня 1957 року), було оголошено конкурс на найкращий проєкт обеліска на честь відкриття космічної ери в історії людства. З понад 350 пропозицій було обрано са́ме проект скульптора А. П. Файдиш-Крандієвського та архітекторів А. Н. Колчіна й М. О. Барща.
Урочисте відкриття монумента відбулося 4 жовтня 1964 року — в 7-у річницю запуску першого супутника.
А 1981 року в стилобаті монумента почав свою роботу Меморіальний музей космонавтики.
Вже у 2000-х рр. монумент було доповнено архітектурними зображеннями планет Сонячної системи і пам'ятником С. П. Корольову (роботи завершено 2008 року).
11 квітня 2009 року, в переддень Міжнародного Дня космонавтики відбулося урочисте відкриття Музею після реконструкції, в ході якої було значно збільшено виставкові площі (до 4 350 м²), відновлено і осучаснено експозицію, оснащено новітніми технічними засобами і належними зручностями задля комфорту перебування і перегляду музею тощо, не уникнувши, втім, значної комерціалізації об'єкта, що традиційно був і лишається значною туристичною принадою для гостей, в тому числі закордонних, столиці Росії.

## Виноски
1. ↑  Постановление Совета Министров РСФСР № 624 от 04.12.1974
2. ↑  Памятник Королеву будет установлен вблизи обелиска «Покорителям космоса» в Москве [Архівовано 11 березня 2007 у Wayback Machine.] // «Собственник», 04.07.2006